# Platygaster nigripes
Platygaster nigripes is een vliesvleugelig insect uit de familie van de Platygastridae. De wetenschappelijke naam van de soort is voor het eerst geldig gepubliceerd in 1852 door Ratzeburg.